# Göbeln

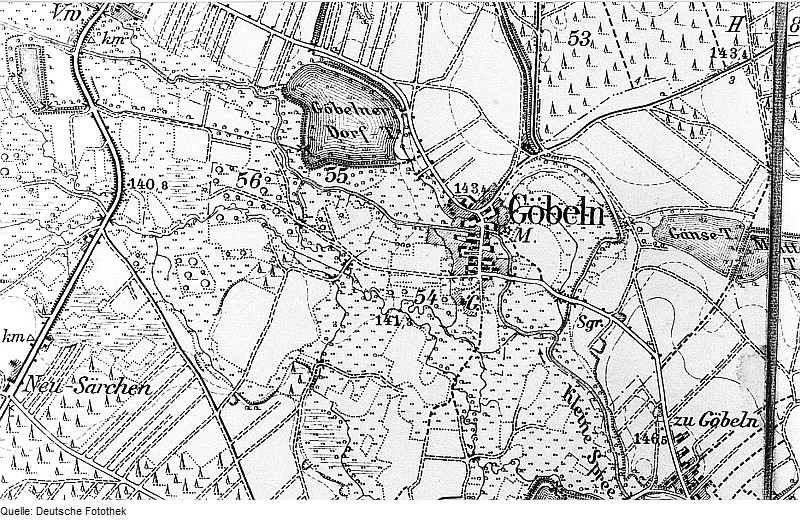
Göbeln auf dem Messtischblatt von 1884

Göbeln, obersorbisch Kobjelńⓘ, ist ein Ort im Osten des Landkreises Bautzen in Sachsen und gehört seit 1994 zur Gemeinde Großdubrau. Der Ort liegt in der Oberlausitz und zählt zum Siedlungsgebiet der Sorben.

## Geografie
Göbeln befindet sich in der Oberlausitzer Heide- und Teichlandschaft etwa 14 Kilometer nordöstlich von Bautzen in der Flussaue der Kleinen Spree. Während jene und die weitere südliche Umgebung von Göbeln landwirtschaftlich genutzt werden, erstrecken sich in Richtung Norden ausgedehnte Wald- und Heidegebiete („Göbelner Heide“).
Siedlungshistorisch ist der Ort ein Gassendorf mit einem kleinen Gutshof am südlichen Ende. Quer zur Hauptstraße durchquert die Kleine Spree Göbeln. Die Nachbarorte sind Halbendorf im Nordosten, Spreewiese im Südosten, Särchen im Südwesten und Commerau im Nordwesten.

## Geschichte
Der Ort wurde erstmals 1419 als Kobelen erwähnt. Bereits in der jüngeren Bronzezeit hatte es jedoch an dieser Stelle eine Ansiedlung gegeben. Schon 1449 ist ein Rittersitz verzeichnet, bei dem bis ins 19. Jahrhundert hinein auch die Grundherrschaft im Ort lag. Seit 1768 war es mit dem Rittergut in Klix vereinigt.
Bis zum 1. April 1936 war Göbeln eine eigenständige Landgemeinde; dann wurde es zunächst nach Commerau und am 1. Januar 1994 gemeinsam mit diesem nach Großdubrau eingemeindet.

## Bevölkerung und Sprache
Im Laufe des 19. Jahrhunderts stieg die Einwohnerzahl langsam von unter 100 auf etwa 130 im Jahre 1925 an.
Für seine Statistik über die sorbische Bevölkerung in der Oberlausitz ermittelte Arnošt Muka in den achtziger Jahren des 19. Jahrhunderts eine Bevölkerungszahl von 133; darunter 125 Sorben (94 %). Seitdem ist der Gebrauch der Sprache im Ort zurückgegangen.
Die vorwiegend evangelische Bevölkerung ist mindestens seit 1614 nach Klix gepfarrt.